# Slaget vid Nummijärvi
Slaget vid Numijärvi var en strid mellan svenska och ryska styrkor som utkämpades den 28 augusti 1808 under Finska kriget vid Nummijärvi by, vid vägen mellan Tavastkyro och Kauhajoki i Korsholms härad i Vasa län.

## Förlopp
En svensk styrka under överstelöjtnant Carl von Otters befäl hade i augusti 1808 tagit ställning vid Nummijärvi strax norr om den förbiflytande Levasjoki och huggit ner skogen framför fronten samt slog segerrikt tillbaka de av Usjakov anförda ryssarnas anfall den 28 samma månad. Vid slaget omkom 23 svenska soldater inklusive löjtnanten Carl Enqvist.